# Савро
Са́вро — село в Україні, в Кам'янському районі Дніпропетровської області. Входить до складу Саксаганської сільської громади. Населення — 579 мешканців.

## Географія
Село Савро знаходиться на відстані 1,5 км від сіл Червона Поляна та Вільне, за 5 км від міста Жовті Води. У селі бере початок Балка Кірюшина з загатою. Поруч проходить залізниця, станція Савро.

## Історія
Засноване 1921 року переселенцями із сусідніх сіл Саксагань та Жовте.
В селі знаходиться Храм преподобного Сави Освяченого ПЦУ.
До 2017 року орган місцевого самоврядування — Саврівська сільська рада. 

## Населення

### Мова
Розподіл населення за рідною мовою за даними перепису 2001 року:
| Мова            | Відсоток |
| --------------- | -------- |
| українська      | 94,6 %   |
| російська       | 5 %      |
| інші/не вказали | 0,4 %    |

## Економіка
- ТОВ «Чапаєва-Агро».

## Об'єкти соціальної сфери
- Школа І-ІІ ст.
- Клуб.
- Амбулаторія.
- публічна сільська бібліотека — філія № 28 Пятихатської ЦБС

## Відомі люди
В селі народилися:
- Таранець Олександр Михайлович (1924—1998) — український співак, народний артист України